# Полаха, Кристоффер
Кри́стоффер Ка́леб (Крис) По́лаха (англ. Kristoffer Caleb "Kris" Polaha; род. 18 февраля 1977 года) — американский актёр кино и телевидения, известный по ролям Джейсона Мэттьюза в «Северных берегах», Натаниэль «Бэйза» Бэйзила в шоу «Жизнь непредсказуема» и Генри Батлера в триллере «Двойник».

## Карьера
Крис играл одну из главных ролей в сериале «Мисс школьный психолог» канала ABC и появился в сериале «Вернуть из мёртвых». Исполнял главную роль в семейной драме «Жизнь непредсказуема» — его герой Натаниэль Бэйзил, владелец бара, узнаёт, что у него есть дочь-подросток, которую в тайне родила его школьная подружка, а затем отдала девочку приёмным родителям. Сериал продержался в эфире 2 сезона. С 2011 по 2012 год снимался в драматическом триллере «Двойник» с Сарой Мишель Геллар в главной роли.
В 2014 сыграл роль Джона Голта в фильме «Атлант расправил плечи, часть 3», экранизации романа Айн Рэнд. 18 ноября 2018 года стало известно, что Полаха присоединился к актёрскому составу «Чудо-женщина 1984».

## Личная жизнь
7 июня 2003 года Полаха женился на актрисе Джулианне Моррис — у пары трое сыновей: Кристофер Калеб Полаха-Младший (род. 28 июля 2004), Мика (род. 6 апреля 2006) и Джуд (2 января 2011).
Сайт «BuddyTV» поместил актёра на 8 место в списке «100 самых сексуальных мужчин на телевидении в 2010 году» и на 34 место в аналогичном списке в 2011 году.

## Фильмография

### Кино
| Год  | Название на русском             | Название на английском | Роль                     | Примечания             |
| ---- | ------------------------------- | ---------------------- | ------------------------ | ---------------------- |
| 2002 | Близкий враг                    | Home Base              | Ник                      | короткометражный фильм |
| 2004 | Обязательный клоун              | The Plight Of Clownana | Крис                     | короткометражный фильм |
| 2006 | Мелочи жизни                    | Life Happens           | Крэйг                    | короткометражный фильм |
| 2008 | Билли: Ранние годы              | Billy: The Early Years | Чарльз Тэмплтон в юности |                        |
| 2013 | Узел дьявола                    | Devil's Knot           | Вэл Прайс                |                        |
| 2014 | Атлант расправил плечи, часть 3 | Atlas Shrugged, p. 3   | Джон Голт                |                        |
| 2020 | Чудо-женщина 1984               | Wonder Woman 1984      |                          |                        |

### Телевидение
| Год       | Название на русском                                       | Название на английском                          | Роль                     | Примечания                                               |
| --------- | --------------------------------------------------------- | ----------------------------------------------- | ------------------------ | -------------------------------------------------------- |
| 2001      | Третья степень                                            | The Third Degree                                | Джейсон                  | телевизионный фильм                                      |
| 2001      | Ангел                                                     | Angel                                           | Дилан Блим               | эпизод «Billy»                                           |
| 2001-2002 | Это жизнь!                                                | That’s Life                                     | Гэвин                    | 2 эпизода                                                |
| 2002      | Город пришельцев                                          | Roswell                                         | Эрик Хас                 | эпизод «I Married An Alien»                              |
| 2002      | Хищные птицы                                              | Birds Of Prey                                   | Даркстрайк               | эпизод «Split»                                           |
| 2003      | Сплитсвилль                                               | Splitsville                                     | Уэс Браун                | телевизионный фильм                                      |
| 2003      | Американский наследник: История Джона Ф. Кеннеди-Младшего | America’s Prince: The John F. Kennedy Jr. Story | Джон Ф. Кеннеди-Младший  | телевизионный фильм                                      |
| 2003      | Вернуть из мёртвых                                        | Tru Calling                                     | Марк Эванс               | 3 эпизода                                                |
| 2004      | Северный берег                                            | North Shore                                     | Джейсон Мэттьюз          | 21 эпизод                                                |
| 2005      | Доктор Хаус                                               | House                                           | Джефф Форстер            | эпизод «Spin»                                            |
| 2005      | Элитное жильё                                             | Hot Properties                                  | Рон                      | эпизод «It’s A Wonderful Christmas Carol On 34th Street» |
| 2006      | В Филадельфии всегда солнечно                             | It’s Always Sunny In Philadelphia               | Служащий                 | эпизод «Charlie Gets Crippled»                           |
| 2006      | C.S.I.: Место преступления Майами                         | CSI: Miami                                      | Джереми Фордхэм          | эпизод «Curse Of The Coffin»                             |
| 2006      | Кости                                                     | Bones                                           | Уилл Гастингс            | эпизод «The Headless Witch In The Woods»                 |
| 2007      | Рядом с домом                                             | Close To Home                                   | Алистер Джойс            | эпизод «Barren»                                          |
| 2007-2009 | Безумцы                                                   | Mad Men                                         | Карлтон Хэнсон           | 4 эпизода                                                |
| 2007-2008 | Мисс школьный психолог                                    | Miss Guided                                     | Тим О’Мэлли              | 7 эпизодов                                               |
| 2009      | Валентайн                                                 | Valentine                                       | Дэнни Валентайн          | 8 эпизодов                                               |
| 2009      | Без следа                                                 | Without A Trace                                 | Джастин Морган           | эпизод «Daylight»                                        |
| 2009      | Давай ещё, Тед                                            | Better Off Ted                                  | Дон                      | эпизод «Racial Sensitivity»                              |
| 2009      | Список бывших                                             | The Ex List                                     | Филип Эммерсон           | эпизод «Metro Guy & The Non Ex»                          |
| 2009      | Кукольный дом                                             | Dollhouse                                       | Нэйт Джордан             | эпизод «Instinct»                                        |
| 2010      | Романтика под вопросом                                    | Romantically Challenged                         | Джесси                   | эпизод «Perry & Rebecca’s High School Reunion»           |
| 2010-2011 | Жизнь непредсказуема                                      | Life Unexpected                                 | Натаниэль «Бэйз» Бэйзил  | 26 эпизодов                                              |
| 2011-2012 | Двойник                                                   | Ringer                                          | Генри Батлер             | 22 эпизода                                               |
| 2012      | Сделано в Джерси                                          | Made In Jersey                                  | Нолан                    | 7 эпизодов                                               |
| 2012      | Неуклюжая                                                 | Awkward                                         | Бен                      | 2 эпизода                                                |
| 2015      | Бэкстром                                                  | Backstrom                                       | Сержант Питер Нидермайер | 13 эпизодов                                              |
| 2016      | Касл                                                      | Castle                                          | Калеб                    | 3 эпизода                                                |
| 2016      | Как найти мужа                                            | Dater's Handbook                                | Роберт                   | главная роль                                             |
| 2017      | Последний кандидат                                        | Designated Survivor                             | Дэвид Шеридан            | эпизод «Line of Fire»                                    |
| 2018      | Игроки                                                    | Ballers                                         | Джерри Уайт              | 2 эпизода                                                |
| 2018      | Кондор                                                    | Condor                                          | Сэм Барбер               | 6 эпизодов                                               |